# Long Toàn (phường)
Long Toàn là một phường thuộc thành phố Bà Rịa, tỉnh Bà Rịa – Vũng Tàu, Việt Nam.

## Địa lý
Phường Long Toàn nằm ở phía đông thành phố Bà Rịa, có vị trí địa lý:
- Phía đông và phía nam giáp huyện Long Điền
- Phía tây giáp các phường Phước Nguyên và Phước Trung
- Phía bắc giáp phường Long Tâm.

Phường có diện tích 2,72 km², dân số năm 2005 là 7.948 người, mật độ dân số đạt 2.925 người/km².

## Lịch sử
Phường Long Toàn được thành lập vào ngày 2 tháng 6 năm 1994 trên cơ sở các thôn Long Toàn, Long Tân, Phước Hạnh thuộc thị trấn Bà Rịa cũ và 100 ha diện tích tự nhiên, 700 người của ấp Long An thuộc thị trấn Long Điền, huyện Long Đất.
Sau khi thành lập, phường có 692 ha diện tích tự nhiên và 7.139 người.
Ngày 27 tháng 6 năm 2005, Chính phủ ban hành Nghị định 83/2005/NĐ-CP. Theo đó:
- Điều chỉnh 71,40 ha diện tích tự nhiên và 1.171 người của phường Long Toàn về phường Phước Nguyên quản lý
- Điều chỉnh 5,14 ha diện tích tự nhiên và 224 người của phường Phước Nguyên về phường Long Toàn quản lý
- Điều chỉnh 13,07 ha diện tích tự nhiên và 357 người của phường Phước Trung về phường Long Toàn quản lý
- Thành lập phường Long Tâm trên cơ sở 358,47 ha diện tích tự nhiên và 4.125 người của phường Long Toàn.

Sau khi điều chỉnh địa giới hành chính, phường Long Toàn còn lại 271,74 ha diện tích tự nhiên và 7.948 người.